# Curiltai
Curiltai ou curultai (em mongol médio: ᠻᠦᠷᠦᠯᠳᠠᠶ, kurultai ou quriltai; em mongol: Хуралдай; romaniz.: Khuraldai; em turco: Kurultay) era uma assembleia realizada pela elite mongol para eleição de seus cãs, planejar campanhas e distribuir recompensas. Nos séculos XIII-XIV, era realizado anualmente no sexto mês lunar (final de junho ou começo de julho) e no mês branco, ou seja, o ano novo lunar (final de janeiro ou início de fevereiro). Podia durar meses e reunir toda a classe dominante, incluindo príncipes e princesas, parentes de cãs, capitães e suas damas, escribas, mordomos e suas esposas. Cada participante podia levar 10 seguidores. Governadores dos povos conquistados não podiam participar, salvo se convidados. Seguindo o costume mongol, as tendas palacianas (ordos) defrontavam o sul e os senhores sentavam a direita em ordem decrescente de senioridade, enquanto suas damas sentavam defrontando-os do lado oposto.